# Festung Breslau (powieść)
Festung Breslau – powieść kryminalna polskiego pisarza Marka Krajewskiego.
Akcja powieści rozgrywa się w 1945 roku, pod koniec II wojny światowej, w oblężonej twierdzy Breslau, czyli we Wrocławiu. Jest to czwarta część cyklu powieści kryminalnych, których bohaterem jest pracownik wrocławskiego prezydium policji 62-letni Eberhard Mock. Główny bohater ma nieszablonowe, kontrowersyjne metody pracy, niejednokrotnie korzysta z pomocy przestępców, a jego uczciwość pozostawia wiele do życzenia. Festung Breslau zaczyna się, gdy do Mocka przychodzi jego starszy brat Franz. Dostał on list, w którym ktoś podważa winę mordercy bratanka Mocka (szczegóły można znaleźć w drugiej części cyklu Koniec świata w Breslau) i podaje adres pewnego domu. Z tego powodu obaj panowie przedostają się do zajętej przez Rosjan części miasta i pod wskazanym adresem znajdują potwornie okaleczoną młodą dziewczynę, która wkrótce umiera. Denatka okazuje się być krewną znanej, przebywającej w obozie pracy, antyfaszystki hrabiny Gertrudy von Mogmitz. Przekonany przez nią Mock rozpoczyna prywatne śledztwo w tej sprawie, w trakcie którego nieustannie jest targany wyrzutami sumienia z powodu ciągłego odkładania ucieczki z żoną z ogarniętego wojną Wrocławia. Podczas tej sprawy poznaje galerię intrygujących postaci, m.in. zakochanego w hrabinie filozofa Rudolfa Brendela czy komendanta obozu, w którym więziono hrabinę, Hansa Gnerlicha. Pojawi się też znany z pierwszej części cyklu Śmierć w Breslau Erich Kraus, zagorzały wróg Mocka, oraz współpracujący z Mockiem przestępcy - Cornelius Wirth i Heinrich Zupitza, a także patolog doktor Lasarius.